# مارسيل دي مولدر
مارسيل دي مولدر (بالفرنسية: Marcel De Mulder)‏ ولد بتاريخ 29 مارس 1928 في بلجيكا، وتوفي في 18 مايو 2011 في بلجيكا، كان دراج بلجيكي.

## روابط خارجية
- مارسيل دي مولدر على موقع أرشيف الدراجات (الإنجليزية)
- مارسيل دي مولدر على موقع إحصائيات الدراجات الإحترافية (الإنجليزية)
- مارسيل دي مولدر على موقع CycleBase (الإنجليزية)